# 玛丽贝思·彼得斯
玛丽贝思·彼得斯（英語：Marybeth Peters，1939年6月12日—2022年9月29日），美国律师、政治人物。曾任美国版权局局长。

## 生平
1961年毕业于羅德島學院，获得学士学位。1965年进入美国国会图书馆工作，担任书架管理员。1966年进入美国版权局工作，担任音乐审查员。1971年于喬治華盛頓大學法學院获得法律博士学位。1975年担任总法律顾问办公室顾问。1976年《版权法》颁布后，她为版权局工作人员、版权行业从业者和公众制定并实施了有关新版版权法的培训。她还编写了《1976年版权法总指南》。1977年任信息和查询处处长。1980年任审查处处长。1983年起，担任美国版权局局长政策规划顾问。1989年至1990年，担任日内瓦世界知识产权组织顾问。1993年，担任总法律顾问办公室代理主任。1994年8月，担任第11任美国版权局局长。2006年，被洛杉矶版权协会授予终身成就奖。2010年12月31日退休。他的继任者是曾任美国国会图书馆馆长高级顾问的玛丽亚·帕兰特。彼得斯在晚年还在一家律师事务所担任知识产权顾问。2022年9月29日逝世。